# 直交

直交の例

初等幾何学における直交（ちょっこう、英: orthogonal）は、「垂直に交わる」こと、すなわちユークリッド空間内の交わる二つの直線や平面のなす角が直角であることを意味する。
このことは、直線と曲線または曲線同士、あるいは平面と曲面または曲面同士、もしくは曲線と曲面などの場合にも、交点において曲線の接線（または法線）あるいは曲面の接平面（または法線）などを考えることにより拡張できる。すなわち接線同士（または法線同士）の直交を以って二つの曲線の直交を定義するのである。注意すべきこととして、これら対象の直交性をベクトルによって定めるならば、（ベクトルは平行移動不変であるから）直交するそれらの対象は必ずしも「交わらない」。また非標準的な内積に関する直交性を考えるならば、直交するふたつのベクトルは必ずしも直角を成さない。
解析学や線型代数学に属する各分野を含め、直交性の概念は数学において広範に一般化して用いられる。

## 用語に関する注意
術語 orthogonal は「直立」を意味する古代ギリシア語: ὀρθός と「角度」を意味する古代ギリシア語: γωνία に由来する。古代ギリシア語の ὀρθογώνιον および古典ラテン語の orthogonium はもともとは矩形を意味する語であり、のちに直角三角形を意味する語ともなったが、12世紀にポスト古典ラテン語の orthogonalis は直角および直角に関連する概念を指すものとなっていた。
曲線や曲面の法ベクトルなど、特定の場合において「直交するもの」の意味で法 (normal) が用いられることがある。例えば、y-軸は曲線 y = x2 の原点における法線である。しかし、除法における除数（あるいは合同関係による剰余代数系を与える同値関係）の意味で「法 (modulo)」が用いられたり、長さが 1 の意味で normal（正規）が用いられたりする（例えばorthonormal (orthogonal + normal)）のと混同してはならない。特に後者は（法線や法ベクトルが使われるのと）同じ文脈においてしばしば用いられるので注意すべきである。

## 定義
内積空間 V における2つのベクトル x, y が直交するとは、それらの内積 ⟨x, y⟩ が零となるときに言い、x ⊥ y と書く。内積空間 V の二つの部分線型空間 A, B が互いに直交するとは、A の各ベクトルが B の任意のベクトルに直交するときに言う。V において A に直交する最大の部分線型空間 B を、V における A の直交補空間 A⊥ という。
ベクトルの集合がどの二つも互いに直交する (pairwise orthogonal) とは、それらベクトルの任意の対が互いに直交するときに言い、どの二つも互いに直交するようなベクトルの集合はしばしば直交系 (orthogonal set, orthogonal system) と呼ばれる。内積空間における直交系は線型独立系である。

## 例

### ユークリッド空間における直交性
ユークリッド平面あるいは高次のユークリッド空間において、二つのベクトルが直交する必要十分条件は、それらの点乗積が零となることであり、これはそれらの成す角が直角となることに他ならない。したがって、ベクトルの直交性はベクトルが垂直であることを高次元空間へ拡張した概念である。
部分空間をユークリッド部分空間の意味にとるならば、任意の部分空間は「直交補空間」を持ち、その部分空間の任意の元は補空間の任意の元に直交する。
- 三次元ユークリッド空間において、任意の直線の直交補空間はその直線に垂直な平面であり、任意の平面の直交補空間はその平面に垂直な直線である[7]。しかし、互いに垂直な平面同士の場合はこれに当てはまらないことに注意すべきである。
- 四次元ユークリッド空間の場合には、直線の直交補空間は超平面であり、超平面の直交補空間は直線である。また平面の直交補空間は平面である[7]。

### 直交函数系
たとえば、区間 (-π, π) で二乗可積分な実数値関数（f(x)2, g(x)2 を区間[0,2π]で積分した結果が有限値を持つ）について全体のなすベクトル空間 L2(-π, π) は f, g に対し、内積
{\displaystyle \langle f,g\rangle =\int _{-\pi }^{\pi }f(x)g(x)\,dx}
をもち、L2(-π, π) の二つの関数 sin x, cos x はこの内積に関して直交する。もっと一般に、集合 {1, sin nx, cos mx | n, m ∈ N} は L2(-π, π) の直交基底になる。

## 一般化

直交性と座標系の回転に関する比較
- 左図: ユークリッド空間における円角 (circular angle) ϕ の回転;
- 右図: ミンコフスキー時空における双曲角 ϕ の回転 (c が表す赤線は光信号の世界線であり、ベクトルが自己直交となるのはそれがこの直線上にあるときである)

内積空間を考える代わりに、双線型形式を備えたベクトル空間を用いても直交性を一般化して考えることができる。すなわち、与えられた双線型形式に代入したとき、値が零となるようなベクトルの対は、（その双線型形式に関して）互いに直交するという。擬ユークリッド空間の場合には双曲直交性などの語も用いられる。右図において、二つの軸 x', t' は任意に与えられた ϕ に対して双曲直交する。
別の一般化として、加群 M およびその双対加群 M∗ が与えられたとき、m' ∈ M∗ および m ∈ M が直交するとは、それらの双対性内積が零、すなわち ⟨m', m⟩ ≔ m'(m) = 0 となるときに言う。また、二つの部分集合 S′ ⊆ M∗ および S ⊆ M が直交するとは、S' の各元が S の各元に直交するときに言う。

## 注
1. ↑  Liddell and Scott, A Greek–English Lexicon s.v. ὀρθός
2. ↑  Liddell and Scott, A Greek–English Lexicon s.v. γονία
3. ↑  Liddell and Scott, A Greek–English Lexicon s.v. ὀρθογώνιον
4. ↑  Oxford English Dictionary, Third Edition, September 2004, s.v. orthogonal
5. ↑  Weisstein, Eric W. "Orthogonal". mathworld.wolfram.com (英語).
6. ↑  Trefethen, Lloyd N. & Bau, David (1997). Numerical linear algebra. SIAM. p. 13. ISBN 978-0-89871-361-9。
7. 1 2  R. Penrose (2007). The Road to Reality. Vintage books. pp. 417–419. ISBN 0-679-77631-1
8. ↑  J.A. Wheeler; C. Misner; K.S. Thorne (1973). Gravitation. W.H. Freeman & Co. p. 58. ISBN 0-7167-0344-0
9. ↑  Bourbaki, Algebra I, p. 234